# Nils Berg (urmakare)

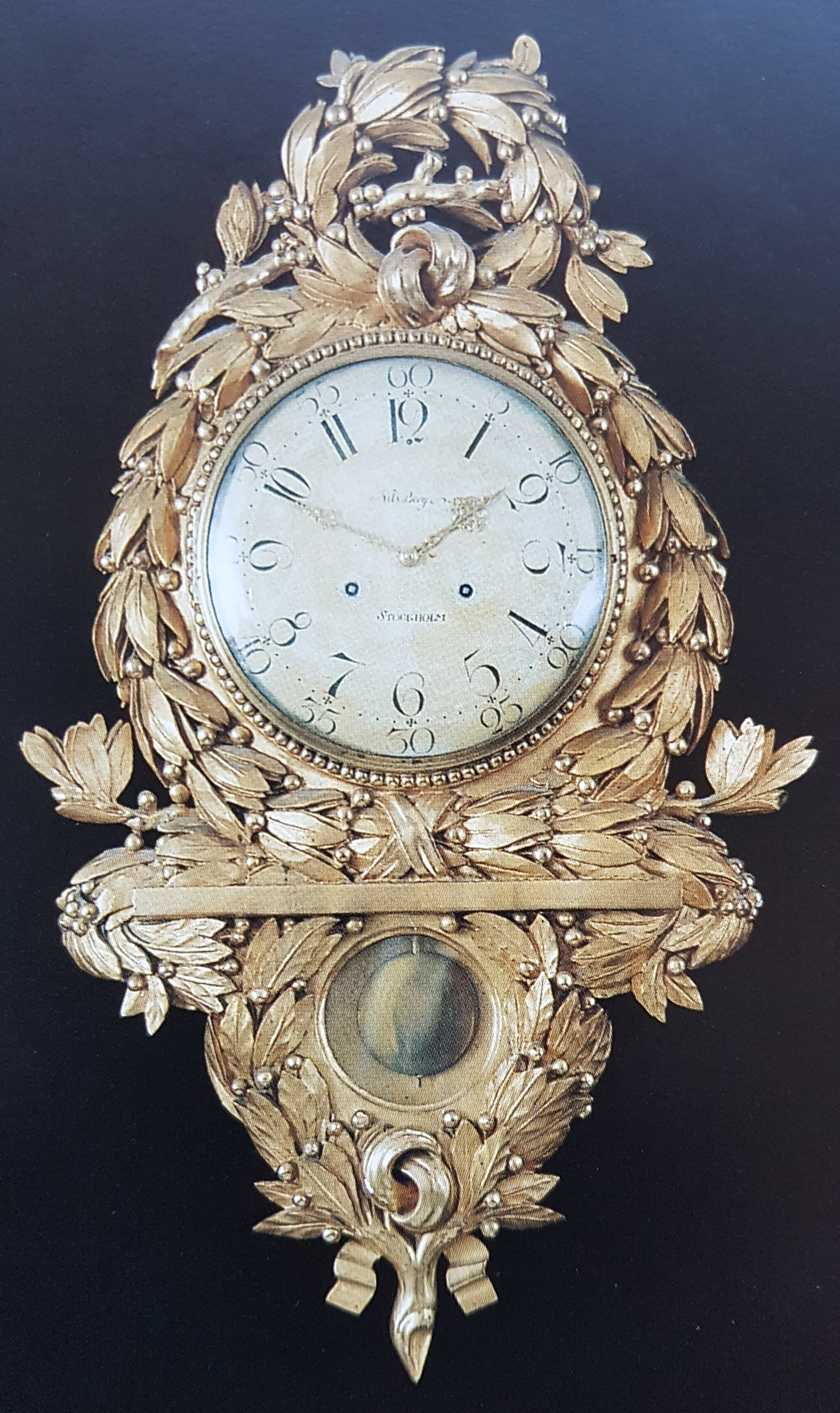
Pendyl tillverkad av Nils Berg.

Nils (Nicolaus) Berg, född 1721, död 17 januari 1794 i Stockholm av lungsot, var en svensk urmakare verksam från 1700-talets mitt.
Berg arbetade sex år som verkgesäll vid Gustaf Nylanders Stockholms Manufabrique. När Nylander avled 1751 ansökte han hos Kommerskollegii tillstånd att driva urmakeri i Stockholm som beviljades 7 november. Redan 1760 hade verkstaden växt i omfattning och sysselsatte två gesäller, två styckearbetare och fyra lärlingar. Under 1765 tillverkade han sju väggar och 14 studsare. Verkstaden växte och 1780 var fem gesäller och två lärlingar verksamma vid hans verkstad och tillverkningens värde uppgick till 194 riksdaler specie. Enligt 1790 års bostadskalender var Berg bosatt i huset 144 vid Källarbrinken på Södermalm i Stockholm. Han var bror till Stockholms urmakaren Clas Berg som var lärling i Nils Bergs verkstad under 1750-talet. Berg är representerad vid bland annat Nordiska museet och The Time museum. 